# Lichterfeld-Schacksdorf
Lichterfeld-Schacksdorf è un comune di 934 abitanti del Brandeburgo, in Germania.

Appartiene al circondario dell'Elba-Elster (targa EE) ed è parte della comunità amministrativa (Amt) Kleine Elster (Niederlausitz).